# Mộc Bắc
Mộc Bắc là một xã thuộc thị xã Duy Tiên, tỉnh Hà Nam, Việt Nam.
Xã Mộc Bắc có diện tích 10,11 km², dân số năm 1999 là 6.524 người, mật độ dân số đạt 645 người/km².